# Административна зграда у Сокобањи
Административна зграда у Сокобањи налазе се у склопу централног градског језгра Сокобање. Уписана је у листу заштићених споменика културе Републике Србије (ИД бр. СК 759).

## Карактеристике
Објекат је саграђен 1934. године као вила за смештај бањских гостију. Налази се на углу Хајдук Вељкове и Драговићеве улице, као слободни објекат са свих страна и са повлачењем у односу на регулациону линију улице. Основа зграде је правоугаоник, правилног облика и димензија и има правац пружања север-југ. Зграда је приземна са кровом решеним на четири воде и покривеним фалцованим црепом. Улаз у вилу из Драговићеве улице, наглашен је тремом са степеницама и носећим стубовима са стране, који прихватају и део венца испод фриза около са фрагменталним обликовањем у односу на главну фасадну у виду тимпанона. С друге стране зграде у односу на Хајдук Вељкову улицу, крајеви фасаде фланкирани су са по једним плитким ризалитом који се по вертикали у нивоу изнад завршног кровног венца завршавају троугластим кровним забатима као тимпанонима по принципу онога на делу изнад главне улазне партије, а у чијем делу су тавански прозори.